# Otto Walter (Jurist)
Otto Walter (* 20. April 1872 in Posen; † 17. Oktober 1925 in Stettin) war ein deutscher Jurist und Schriftsteller.

## Leben
Otto Walter erlebte seine Schüler- und Studentenzeit in Greifswald. Nach Abschluss des Jurastudium arbeitete er als Referendar in Barth. Zuletzt war er Erster Staatsanwalt in Stettin.
Angeregt vor allem durch die Schriften von K. Tiburtius (1834–1910) beschäftigte sich Walter mit niederdeutscher Literatur und pommerscher Volkskunde. In den 1920er Jahren veröffentlichte er dazu eine Reihe von Aufsätzen in regionalen Zeitungen und Zeitschriften.

## Schriften
- Dor lach ick öwer, Teil 1. Saunier, Stettin 1924.
- Dor lach ick öwer, Teil 2. Saunier, Stettin 1926 (posth.).